# Sarcophila minima
Sarcophila minima är en tvåvingeart som först beskrevs av Vimmer och Victor Gerald Soukup 1940.  Sarcophila minima ingår i släktet Sarcophila och familjen köttflugor.
Artens utbredningsområde är Peru. Inga underarter finns listade i Catalogue of Life.